# 拉巴佐什古埃
拉巴佐什古埃（法語：La Bazoche-Gouet，法語發音：[la bazɔʃ ɡwɛ]）是法国厄尔-卢瓦省的一个市镇，位于该省西部，属于诺让勒罗特鲁区。

## 地理
拉巴佐什古埃（48°8'19"N, 0°58'50"E）面积37.44 平方千米，位于法国中央-卢瓦尔河谷大区厄尔-卢瓦省，该省份为法国北部内陆省份，北起顺时针与厄尔省、伊夫林省、埃松省、卢瓦雷省、卢瓦-谢尔省、萨尔特省和奧恩省接壤。
与拉巴佐什古埃接壤的市镇（或旧市镇、城区）包括：圣于尔法斯、勒戈迪佩尔什、沙佩勒鲁瓦亚勒、欧通迪佩尔什、瓦尔迪耶尔、库埃特龙欧佩什。
拉巴佐什古埃的时区为UTC+01:00、UTC+02:00（夏令时）。

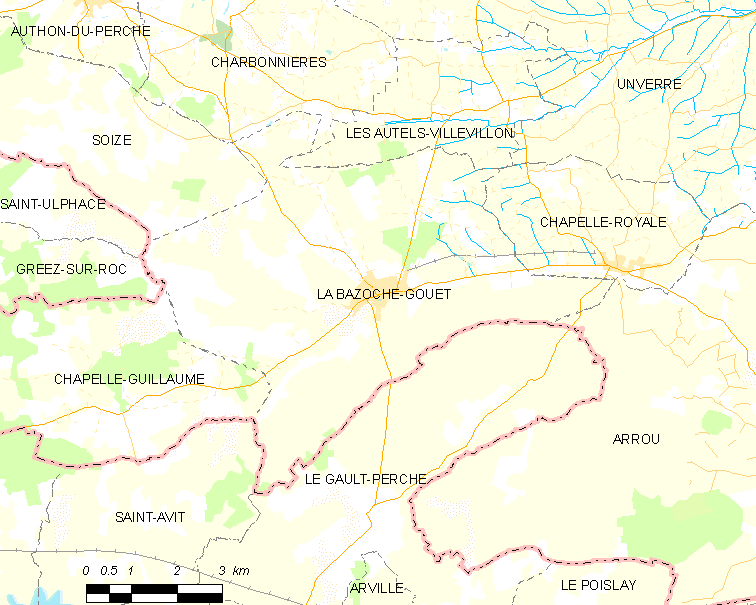
拉巴佐什古埃的OSM定位图

## 行政
拉巴佐什古埃的邮政编码为28330，INSEE市镇编码为28027。

## 政治
拉巴佐什古埃所属的省级选区为布鲁县。

## 人口

1962-2008年间拉巴佐什古埃人口变化图示

拉巴佐什古埃于2022年1月1日时的人口数量为1230人。